# Église Saint-Quentin de Beautor
L'église Saint-Quentin de Beautor est une église située à Beautor, en France.

## Localisation
L'église est située sur la commune de Beautor, dans le département de l'Aisne.

## Historique
En 1792, le curé de Beautor fait l'acquisition lors de la vente des biens de l'abbaye Sainte-Élisabeth de Genlis, sous le ministère de Jean-Joseph Fouquet, premier huissier audiencier au bailliage de Chauny, du maître-autel et de son tabernacle pour une somme de 264 livres

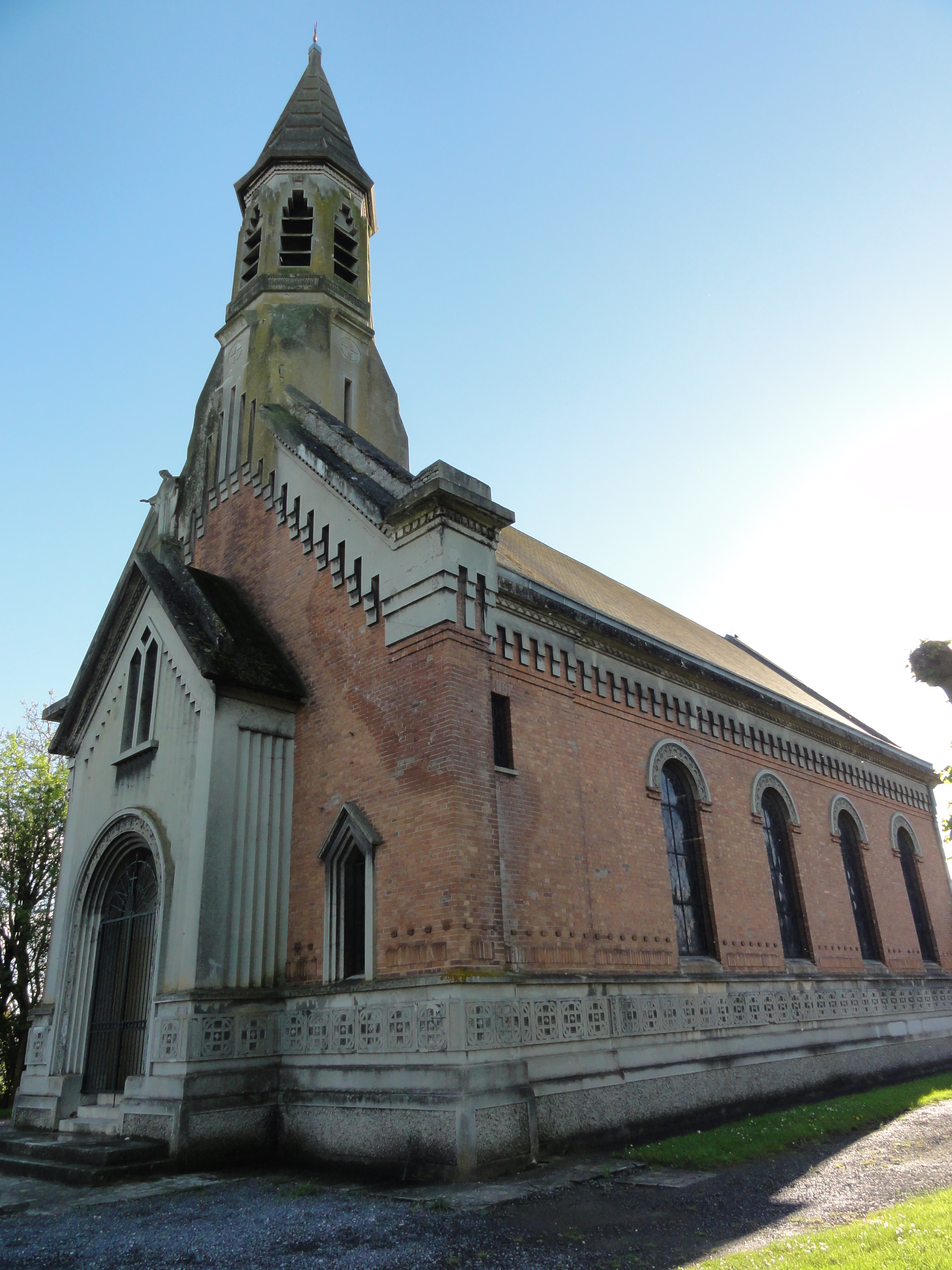
Vue latérale.
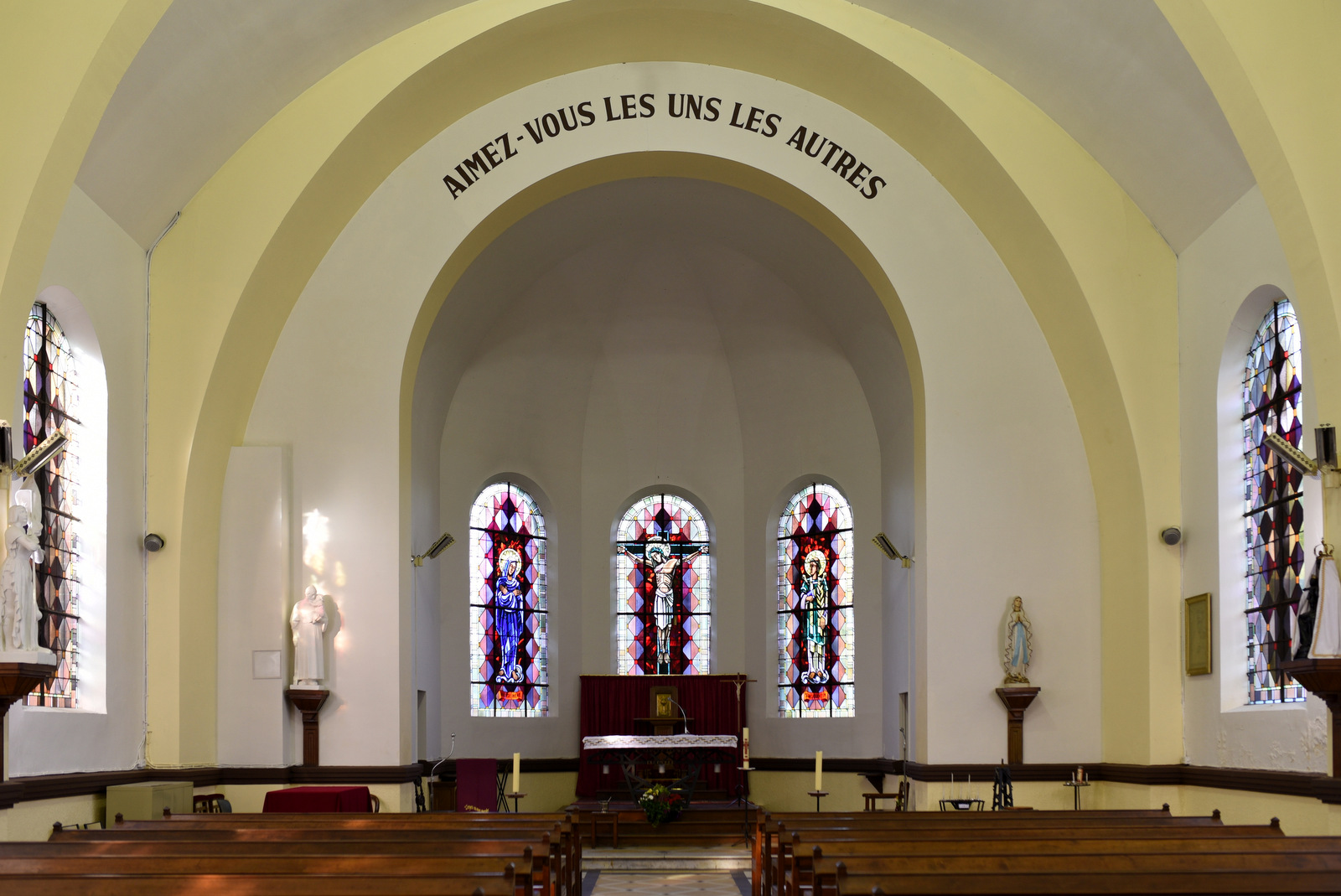
Chœur de l'église.
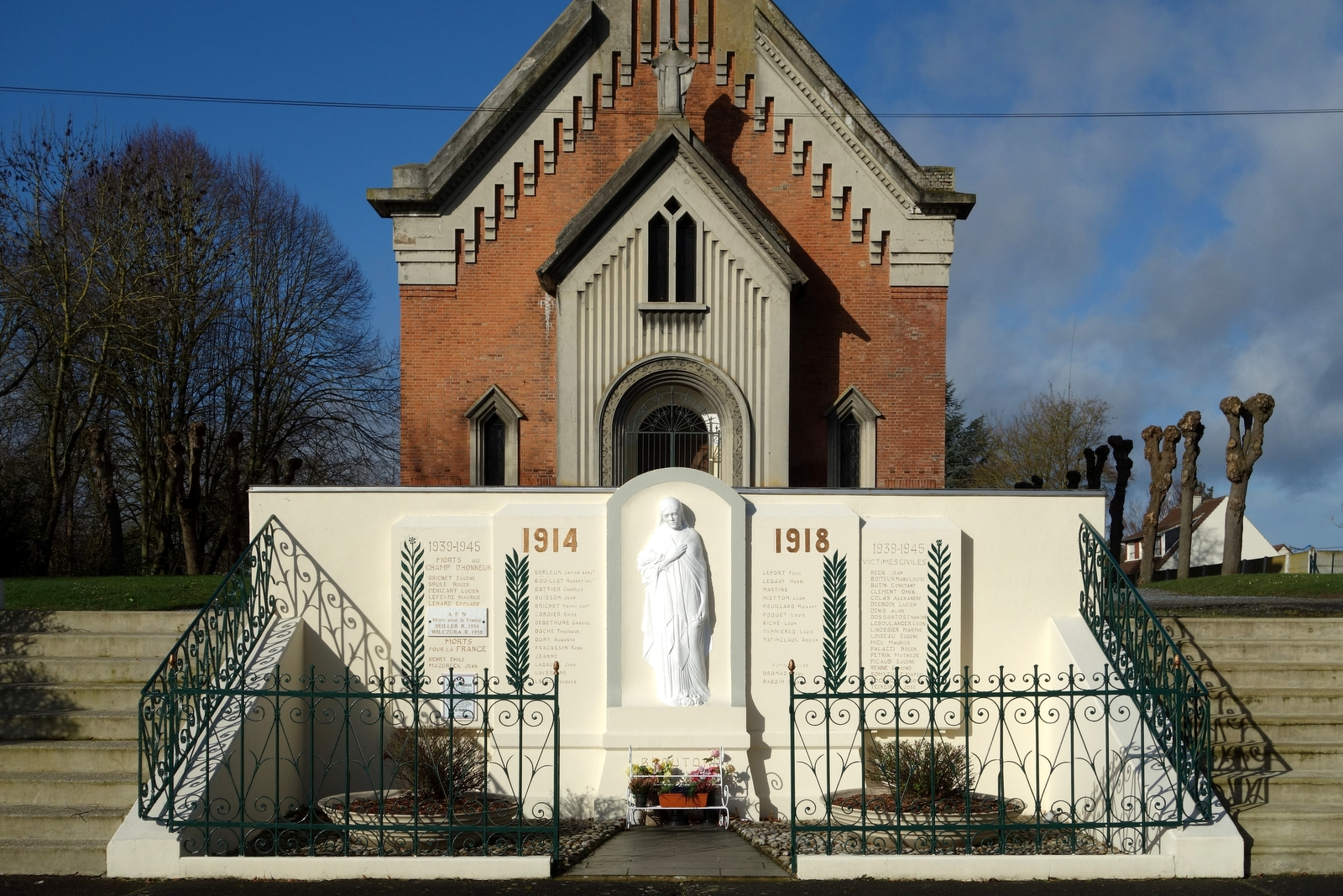
Monument aux morts devant l'église.
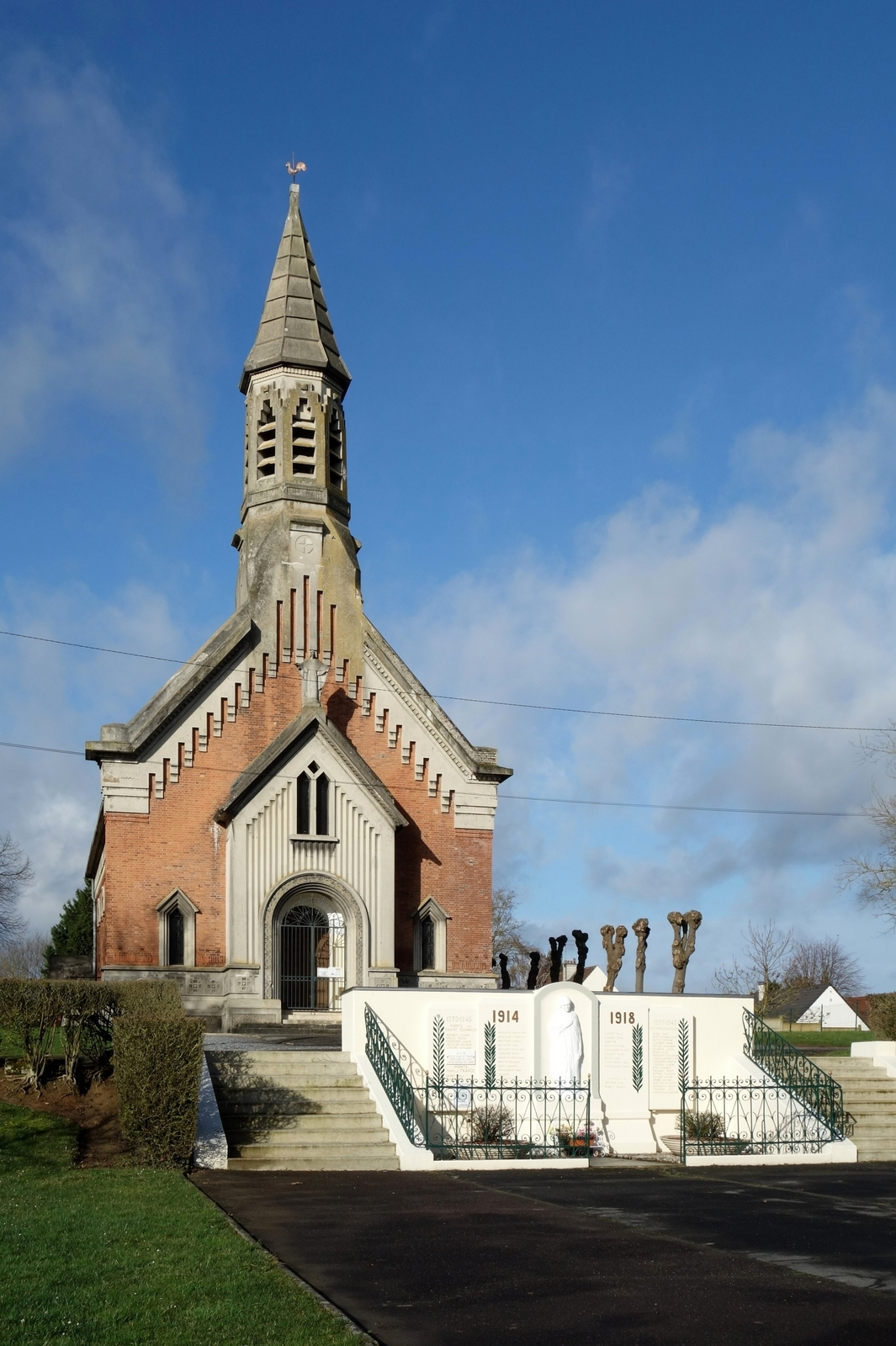
Vue générale.